# Andigné
Andigné est une ancienne commune française située dans le département de Maine-et-Loire, en région Pays de la Loire, devenue le 1er janvier 2016, une commune déléguée de la commune nouvelle du Lion-d'Angers.

## Géographie

### Localisation
La commune est située dans le Segréen, à 27 km au nord-ouest d'Angers, à mi-chemin entre Segré et Le Lion-d'Angers.
Le bourg est établi sur la route d'Angers à Rennes, sur les premières hauteurs dominant la vallée de l'Oudon.

### Lieux-dits et écarts
Comme tout le Haut-Anjou, la commune d'Andigné est caractérisé par un habitat dispersé dans la campagne autour du bourg, qui jusqu'au milieu du XXe siècle ne concentrait pas la majorité de la population communale. Cela engendre une densité assez faible (56 habitants par kilomètre carré).
Seul habitat groupé, le bourg concentre l'église, la mairie et les commerces. Dans la campagne sont dispersées de nombreuses fermes.
Au nord de la D 775 : château de Saint-Hénis, et ses anciennes métairies : ferme du Vivier, le Moulin de Saint-Hénis, le Moulin-Neuf (ancien manoir du Bois de la Cour), ferme de La Normandière, ferme de La Barrière, ferme de La Theulière, le Rocher, la Quinolais.
Au sud de la D 775 : le Bourg, les Vignes, la Pigeonnerie, le Cygne, les Tailles, le Bourdeau, la Cour, le Petit-Bois, les Hautes-Tailles, le Bois-Paré, la Picoulière, la Champoiserie, le Thénier, la Franchonnière, la Grandière, la Ribardière, la Boussardière, l'Enauderie, le Grand et le Petit-Beston, la Borderie.

### Géologie et relief
Le paysage bocager de la commune est marquée par deux ensembles distincts : au nord, la plaine alluviale de l'Oudon, entre 20 et 30 mètres d'altitude. Il s'agit d'une plaine peu large, sauf autour du château de Saint-Hénis, parcourue par plusieurs ruisseaux. Les bois et taillis, bien que peu étendus, sont plus présents, notamment sur le coteau supportant le bourg.
Au centre et au sud, le plateau est à une altitude de 40 à 50 mètres, le paysage est moins vallonné.

### Hydrographie
Le principal cours d'eau de la commune est l'Oudon, affluent le plus important de la Mayenne, qui marque la limite nord de la commune. Les autres cours d'eau sont le ruisseau des Petits Près, qui limite la commune au nord-ouest avec La Chapelle-sur-Oudon, et le ruisseau de Jarry, en contrebas de la route de Segré.

### Voies de communication et transports
Andigné doit sans doute sa naissance à la route d'Angers à Rennes par Segré, qui traverse le bourg. Cette route, actuelle D 775, a été déviée au nord du bourg afin de permettre sa transformation en voie expresse, au début du XXIe siècle.
La route de Saint-Martin-du-Bois à Vern-d'Anjou (D 216) passe par le bourg d'Andigné.
Plusieurs petites routes et impasses parcourent le territoire communal, desservant les nombreuses fermes dispersées dans la campagne.

## Toponymie
Attestée sous les Formes Andigniacus en 1080, Andigneium en 1127.
C'est « La propriété d'Andinius ».

## Histoire
Andigné était à l'origine une seigneurie, berceau de la famille aristocratique angevine d'Andigné. La filiation de la famille est continue depuis 1235. Dès cette époque, le château de Saint-Hénis (siège de la seigneurie du Bois de la Cour), est la résidence de la famille d'Andigné qui le conserve jusqu'à la fin du XVIe siècle. Le plus célèbre membre de cette famille est le général Louis d'Andigné, qui s'illustra pendant la chouannerie.[réf. nécessaire]
Le château d'Andigné est acheté au début du XVIIe siècle par A. de Franquetot, baron de Saint-Hénis, conseiller de Louis XIII, qui lui laisse son nom. Délaissé au début du XVIIIe siècle, le château est vendu à un conseiller du présidial d'Anger, M. Lemarié de Lespinay qui le transmet à une autre célèbre famille angevine, les Ayrault, conseillers au présidial et à la municipalité d'Angers. Les Ayrault de Saint-Hénis en font leur demeure de plaisance jusqu'en 1835. Le château de Saint-Hénis est racheté en 1894 par la famille de Villoutreys qui le conserve jusqu'à la fin des années 1950. Il a été plusieurs fois revendu depuis.[réf. nécessaire]
Un combat eut lieu pendant la Chouannerie à Andigné, sur la route de Segré, le 8 mars 1796, marqué par la victoire des chouans.
Pendant la Première Guerre mondiale, 22 habitants perdent la vie. Lors de la Seconde Guerre mondiale, un habitant est tué.
Andigné fusionne en 2016 avec la commune voisine du Lion-d'Angers, formant la commune nouvelle de Le Lion-d'Angers.

## Politique et administration

### Administration municipale

#### Administration actuelle
Depuis le 1er janvier 2016 Andigné constitue une commune déléguée au sein de la commune nouvelle du Lion-d'Angers et dispose d'un maire délégué. En octobre 2020, un conseil communal de commune déléguée est créé.
| Période                                  | Période  | Identité          | Étiquette | Qualité |
| ---------------------------------------- | -------- | ----------------- | --------- | ------- |
| janvier 2016                             | mai 2020 | Bernard Menant    |           |         |
| mai 2020                                 | en cours | Richard Guillemin |           |         |
| Les données manquantes sont à compléter. |          |                   |           |         |

#### Administration ancienne
| Période                                  | Période       | Identité                       | Étiquette | Qualité              |
| ---------------------------------------- | ------------- | ------------------------------ | --------- | -------------------- |
| Les données manquantes sont à compléter. |               |                                |           |                      |
| 1853                                     | 1878          | Pierre Ayrault de Saint-Hénis  |           |                      |
| 1878                                     | mai 1892      | Gustave Ayrault de Saint-Hénis |           | Fils du précédent    |
| mai 1892                                 | mai 1900      | Adolphe Albert                 |           |                      |
| mai 1900                                 | mai 1953      | Charles de Villoutreys         |           |                      |
| mai 1953                                 | mars 1989     | Francis Pellier                |           |                      |
| mars 1989                                | juin 1995     | Bernard Menant                 | DVD       | Agriculteur          |
| juin 1995                                | mars 2001     | Roger Bellanger                |           | Menuisier            |
| mars 2001                                | décembre 2015 | Bernard Menant                 | DVD       | Agriculteur retraité |

### Ancienne situation administrative
La commune est membre de la communauté de communes de la région du Lion-d'Angers jusqu'en 2015, elle-même membre du syndicat mixte Pays de l'Anjou bleu, Pays segréen.

## Population et société

### Démographie

#### Évolution démographique
L'évolution du nombre d'habitants est connue à travers les recensements de la population effectués dans la commune depuis 1793. À partir du 1er janvier 2009, les populations légales des communes sont publiées annuellement dans le cadre d'un recensement qui repose désormais sur une collecte d'information annuelle, concernant successivement tous les territoires communaux au cours d'une période de cinq ans. 
Pour les communes de moins de 10 000 habitants, une enquête de recensement portant sur toute la population est réalisée tous les cinq ans, les populations légales des années intermédiaires étant quant à elles estimées par interpolation ou extrapolation. Pour la commune, le premier recensement exhaustif entrant dans le cadre du nouveau dispositif a été réalisé en 2007,.
En 2013, la commune comptait 388 habitants, en évolution de +16,17 % par rapport à 2008 (Maine-et-Loire : +3,3 %, France hors Mayotte : +2,49 %).
| 1793 | 1800 | 1806 | 1821 | 1831 | 1836 | 1841 | 1846 | 1851 |
| ---- | ---- | ---- | ---- | ---- | ---- | ---- | ---- | ---- |
| 486  | 275  | 486  | 490  | 506  | 476  | 447  | 461  | 478  |

| 1856 | 1861 | 1866 | 1872 | 1876 | 1881 | 1886 | 1891 | 1896 |
| ---- | ---- | ---- | ---- | ---- | ---- | ---- | ---- | ---- |
| 501  | 490  | 480  | 456  | 480  | 478  | 479  | 465  | 440  |

| 1901 | 1906 | 1911 | 1921 | 1926 | 1931 | 1936 | 1946 | 1954 |
| ---- | ---- | ---- | ---- | ---- | ---- | ---- | ---- | ---- |
| 423  | 395  | 400  | 360  | 360  | 335  | 320  | 307  | 328  |

| 1962 | 1968 | 1975 | 1982 | 1990 | 1999 | 2007 | 2012 | 2013 |
| ---- | ---- | ---- | ---- | ---- | ---- | ---- | ---- | ---- |
| 270  | 263  | 242  | 274  | 267  | 262  | 314  | 380  | 388  |

#### Pyramide des âges
La population de la commune est relativement jeune. Le taux de personnes d'un âge supérieur à 60 ans (15,6 %) est en effet inférieur au taux national (22,1 %) et au taux départemental (21,4 %).
À l'instar des répartitions nationale et départementale, la population féminine de la commune est supérieure à la population masculine. Le taux (52,2 %) est du même ordre de grandeur que le taux national (51,6 %).
La répartition de la population de la commune par tranches d'âge est, en 2008, la suivante :
- 47,8 % d’hommes (0 à 14 ans = 26 %, 15 à 29 ans = 18,7 %, 30 à 44 ans = 26,7 %, 45 à 59 ans = 15,3 %, plus de 60 ans = 13,3 %) ;
- 52,2 % de femmes (0 à 14 ans = 28 %, 15 à 29 ans = 18,3 %, 30 à 44 ans = 23,8 %, 45 à 59 ans = 14 %, plus de 60 ans = 15,8 %).

| Hommes | Classe d’âge | Femmes |
| ------ | ------------ | ------ |
| 0,0    | 90 ans ou +  | 1,2    |
| 4,0    | 75 à 89 ans  | 7,9    |
| 9,3    | 60 à 74 ans  | 6,7    |
| 15,3   | 45 à 59 ans  | 14,0   |
| 26,7   | 30 à 44 ans  | 23,8   |
| 18,7   | 15 à 29 ans  | 18,3   |
| 26,0   | 0 à 14 ans   | 28,0   |

| Hommes | Classe d’âge | Femmes |
| ------ | ------------ | ------ |
| 0,4    | 90 ans ou +  | 1,1    |
| 6,3    | 75 à 89 ans  | 9,5    |
| 12,1   | 60 à 74 ans  | 13,1   |
| 20,0   | 45 à 59 ans  | 19,4   |
| 20,3   | 30 à 44 ans  | 19,3   |
| 20,2   | 15 à 29 ans  | 18,9   |
| 20,7   | 0 à 14 ans   | 18,7   |

## Économie
Sur 24 établissements présents sur la commune à fin 2010, 25 % relevaient du secteur de l'agriculture (pour une moyenne de 17 % sur le département), 8 % du secteur de l'industrie, 8 % du secteur de la construction, 42 % de celui du commerce et des services et 17 % du secteur de l'administration et de la santé.

## Culture locale et patrimoine

### Lieux et monuments
- Eglise St Aubin, fin du XIXe siècle. L’église est construite sur l’emplacement de l’ancien édifice, dont la partie la plus ancienne remontait au XIIe siècle. Celle-ci a été incendiée par les chouans lors de la révolution. En 1866 le transept est reconstruit, puis en 1888 et 1889 la nef, le chœur, les absidioles et le clocher sont construits par les architectes Dusoucher et Ruault d’Angers. L’église comporte deux autels dont l’un est orné d’une statue de la vierge provenant du château de Saint-Hénis. Toutes les anciennes statues ont disparu et ont été remplacées par les statues plus récentes de Saint Pierre, Saint Eutrope et Saint Sébastien.[réf. nécessaire]
- Château de Saint-Hénis, édifié aux XVe et XVIe siècles, pendant les guerres de religion, il doit ses origines aux familles de Mathefelon et d'Andigné. L'enceinte, le jardin, les douves, l'avenue, les communs, ainsi que l'allée, sont classés MH[17].
- Chapelle privative de Saint-Sébastien, au château de Saint-Hénis.
- La chapelle des Vignes (1790),  la 1ère chapelle est édifiée en 1719 et dédiée à Notre-Dame pour lui demander la protection des vignes qui représentaient autrefois une culture très importante pour la paroisse d'Andigné. Mais les travaux de construction de la route de Château-Gontier à Segré, en 1788, obligent à rebâtir la petite chapelle qui est terminée en 1790 et bénite le 15 août.[réf. nécessaire]
- Moulin de Saint-Hénis.
- Château de la Picoulière.
- Vallée de l'Oudon.

### Personnalités liées à la commune

Blason de la famille d'Andigné.

- Famille d'Andigné, et son membre le plus célèbre Louis-Marie-Antoine-Auguste-Fortuné d'Andigné, dit chevalier de Sainte-Gemme, puis comte d'Andigné, connu comme le général d'Andigné, né le 12 janvier 1765 à Saint-Gault, dans la commune actuelle de Quelaines-Saint-Gault, et mort le 1er février 1857 à Fontainebleau. Militaire français, célèbre pour le rôle qu'il joua comme chef chouan dans la guerre de Vendée, il fut maréchal de camp puis lieutenant général, baron-pair de France en 1815, officier de la Légion d'honneur et commandeur de l'ordre de Saint-Louis.